# Дженсон Бруксбі
Дженсон Бруксбі (англ. Jenson Brooksby; 26 жовтня 2000) — американський тенісист.

## Фінали туру ATP

### Одиночний розряд: 5 (1 титул, 4 поразки)
| Легенда                      |
| ---------------------------- |
| Турніри Великого шлему (0–0) |
| Тур ATP Мастерс 1000 (0–0)   |
| Тур ATP 500 (0–0)            |
| Тур ATP 250 (2–3)            |

| Фінали за покриттям |
| ------------------- |
| Тверде (0–2)        |
| Ґрунт (1–0)         |
| Трава (0–2)         |

| Фінали за умовами |
| ----------------- |
| Під небом (1–3)   |
| У залі (0–1)      |

| Результат | В-П | Дата     | Турнір                                   | Tier    | Покриття   | Опонент        | Рахунок            |
| --------- | --- | -------- | ---------------------------------------- | ------- | ---------- | -------------- | ------------------ |
| Поразка   | 0–1 | Лип 2021 | Hall of Fame Open, США                   | ATP 250 | Трава      | Кевін Андерсон | 6–7(8–10), 4–6     |
| Поразка   | 0–2 | Лют 2022 | Dallas Open, США                         | ATP 250 | Тверде (i) | Рейллі Опелка  | 6–7(5–7), 6–7(3–7) |
| Поразка   | 0–3 | Лип 2022 | Atlanta Open, США                        | ATP 250 | Тверде     | Алекс де Мінор | 3–6, 3–6           |
| Перемога  | 1–3 | Бер 2025 | U.S. Men's Clay Court Championships, США | ATP 250 | Ґрунт      | Френсіс Тіафо  | 6–4, 6–2           |
| Поразка   | 1–4 | Чер 2025 | Eastbourne Open, Велика Британія         | ATP 250 | Трава      | Тейлор Фріц    | 7–5, 6–1           |